# Chinese reuzensalamander
De Chinese reuzensalamander (Andrias davidianus) is een salamander uit de familie der reuzensalamanders (Cryptobranchidae). De wetenschappelijke naam van de soort werd in 1871 als Sieboldia davidiana gepubliceerd door Charles Émile Blanchard.
De Chinese reuzensalamander is de grootste salamander ter wereld. Het dier bereikt een maximale lichaamslengte tot 180 centimeter. De meeste exemplaren blijven aanzienlijk kleiner. De soort is endemisch in rotsige berggebieden in China, waar ze in beekjes en kleine rivieren leeft. De soort staat als ernstig bedreigd op de Red List van de IUCN.